# Rotary klub Ljubljana
Rotary klub Ljubljana (RC Ljubljana) je bil prvič ustanovljen 14. marca 1931 in tako postal drugi slovenski klub v Rotary Internacional distriktu 77 (Kraljevina Jugoslavija). Svečana ustanovitev je bila v dvorani hotela Union in je tudi zabeležena na fotografiji ustanovnih članov kluba in gostov, ki so se fotografirali na odru unionske dvorane. Charter je potekal 17.10. 1931 v Sarajevu. Prvi in ustanovitveni predsednik kluba je bil Janko Žirovnik. Klub je bil razpuščen z začetkom 2. svetovne vojne, ko so fašistične oblasti z zasedbo Ljubljane prepovedale Rotary organizacijo in zaplenile arhiv kluba. Zadnji sestanek kluba pred drugo svetovno vojno je bil v sredo 26.marca 1941. To je bil 502. sestanek po vrsti od ustanovitve kluba.

## Zgodovina RC Ljubljana
Rotary klub Ljubljana (RC Ljubljana) je bil ponovno ustanovljen 29. junija 1990 in tako postal prvi slovenski klub v Rotary International distriktu 1910 še v tedanji Jugoslaviji in tretji Rotary klub, ki je bil ustanovljen na ozemlju bivšega Vzhodnega bloka. Prvi in ustanovitveni predsednik ponovno ustanovljenega Rotary kluba Ljubljana je bil Franc Jamšek. 
| Ustanovljen:                  | 14. 3. 1931       |
| Charter:                      | 17. 10. 1931      |
| Številka kluba v registru RI: | 3448              |
| Botrski klub:                 | RC Zagreb         |
| Boter:                        | Vladimir Leustek  |
| Distrikt                      | 77 (do leta 1941) |

| Ponovno ustanovljen:          | 29.6. 1990          |
| Charter:                      | 13.10. 1990         |
| Številka kluba v registru RI: | 27465               |
| Botrski klub:                 | RC Graz             |
| Boter:                        | Günther Perner      |
| Distrikt:                     | 1912                |
| Distrikt:                     | 1910 (do leta 2012) |

|     | predsednik                | leto        |
| --- | ------------------------- | ----------- |
| 45. |                           | 2024/25     |
| 44. | Blaž Šterk                | 2023/24     |
| 43. | Janez Gril                | 2022/23     |
| 42. | David Lukanović           | 2021/22     |
| 41. | Marko Golob               | 2020/21     |
| 40. | Jurij Ule                 | 2019/20     |
| 39. | Edvard Škodič             | 2018/19     |
| 38. | Aleš Žnidarič             | 2017/18     |
| 37. | Franc Hočevar             | 2016/17     |
| 36. | Janko Zrim                | 2015/16     |
| 35. | Danijel Petrovič          | 2014/15     |
| 34. | Miha Dobrin               | 2013/14     |
| 33. | Franci Zavrl              | 2012/13     |
| 32. | Franci Mugerle            | 2011/12     |
| 31. | Črtomir Remec             | 2010/11     |
| 30. | Vladimir Pezdirc          | 2009/10     |
| 29. | Aleš Jenčič               | 2008/09     |
| 28. | Jani Bavčer               | 2007/08     |
| 27. | Filip Remškar             | 2006/07     |
| 26. | Boris Grosman             | 2005/06     |
| 25. | Janez Rogelj              | 2004/05     |
| 24. | Anton Gradišek            | 2003/04     |
| 23. | Aljoša Domijan            | 2002/03     |
| 22. | Ljubo Marion              | 2001/02     |
| 21. | Karl Kuzman               | 2000/01     |
| 20. | Zlatko Šetinc             | 1999/00     |
| 19. | Anton Papež               | 1998/99     |
| 18. | Jaka Pucihar              | 1997/98     |
| 17. | Baldomir Zajc             | 1996/97     |
| 16. | Fedor Pečak               | 1995/96     |
| 15. | Tomaž Bole                | 1994/95     |
| 14. | Marjan Cerar              | 1993/94     |
| 13. | Peter Breznik             | 1992/93     |
| 12. | Anton Glavan              | 1991/92     |
| 11. | Franc Jamšek              | 1989/91     |
|     | ponovna ustanovitev kluba | 13.10. 1990 |
| 10. | Božidar Lavrič            | 1940/41     |
| 9.  | Josip Ljubić              | 1939/40     |
| 8.  | Adolf Golia               | 1938/39     |
| 7.  | Viljem Krejči             | 1937/38     |
| 6.  | Mirko Božič               | 1936/37     |
| 5.  | Janko Žirovnik            | 1935/36     |
| 4.  | Josip J.Kavčič            | 1934/35     |
| 3.  | Ivan Slokar               | 1933/34     |
| 2.  | Viljem Krejči             | 1932/33     |
| 1.  | Janko Žirovnik            | 1931/32     |
|     | charter                   | 17.10. 1931 |
|     | ustanovitev kluba         | 14.3. 1931  |

| DISTRICT | OBDOBJE     | PODROČJE DISTRIKTA     |
| -------- | ----------- | ---------------------- |
| D-77     | 1931 - 1941 | Kraljevina Jugoslavija |
| D-1910   | 1990 - 2012 | Avstrija               |
| D-1912   | 2012 -      | Slovenija              |

Predsedniška veriga Rotary kluba Ljubljana

## Klubski projekti in sodelovanja z drugimi klubi

### 30. Miklavžev dobrodelni koncert
V nedeljo 4. decembra 2022 ob 20. uri je v Unionski dvorani, Grand hotel Union v Ljubljani potekal Miklavžev koncert. Koncert je tradicionalna humanitarna prireditev, ki ga pripravijo RTV Slovenija, Rotary klub Ljubljana in Rotary District 1912. Na prireditvi so nastopili Neisha, Slovenski oktet, Trio Vivere, Sabina Cvilak, Andraž Golob, Komorni zbor Megaron, baletni plesalci SNG Opera in balet Ljubljana, Simfonični
orkester, Big Band ter Mladinski in Otroški zbor RTV Slovenija, Vlado Pilja,
Patricija Avšič, Vokalni Band Kreativo, Uroš Perić, Anej Gorenjak, SOS Junior –
Slovenski mladinski orkester saksofonov, Manja Pančur, Branko in Martina
Robinšak, Peter Grdadolnik, Edvard Strah, Blaž Vrbič in Maša But. Dirigenti Simon
Dvoršak (Rotary klub Barbara Celjska), Damijan Močnik, Lojze Krajnčan in Gordana Buh Žgajner (Rotary klub Logatec). Program koncerta so zasnovali Daniel Celarec, Janez Jaka Pucihar, Jaka Pucihar, Edvard Škodič in Tomaž Bole (Rotary klub Ljubljana). 
Zbrana sredstva (70.485,89€), ki so bila darovana, so bila do konca januarja 2023  razdelejna 54 osnovnim šolam širom Slovenije. Pomoč je prejelo 777 osnovnošolcev, ki nimajo enakih možnosti za osebnostno rast in izobraževanje kot njihovi vrstniki.

## Facebook
- https://www.facebook.com/RCLjubljana/